# Jüdische Gemeinde Paderborn

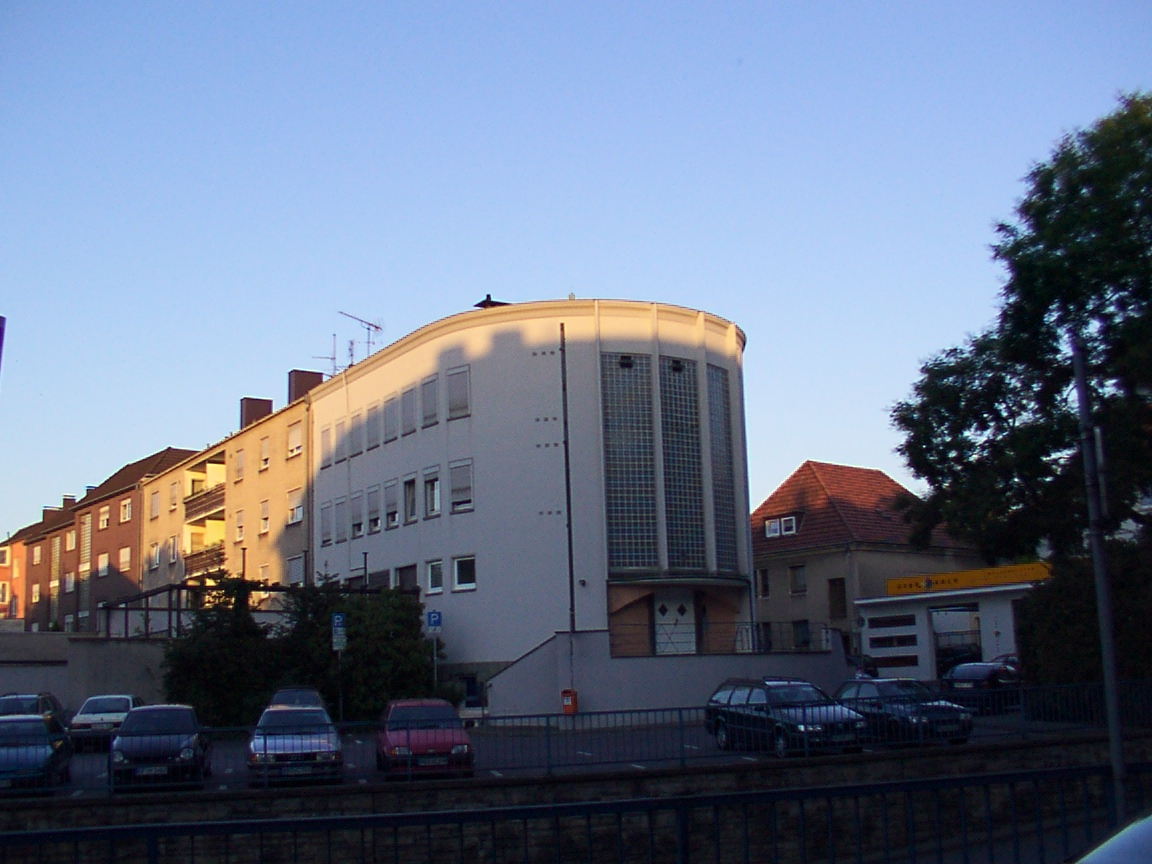
Die 1959 eingeweihte neue Synagoge

Die Jüdische Gemeinde Paderborn ist eine Religionsgemeinschaft in Paderborn, die seit dem Mittelalter besteht. Sie ist Mitglied im Landesverband der Jüdischen Gemeinden von Westfalen-Lippe.

## Geschichte

### Die Entwicklung der Gemeinde unter den Fürstbischöfen
Bereits im Mittelalter hat es Juden in Paderborn gegeben. So geht aus einer Urkunde von 1342 hervor, dass das Steinhaus des Heinrich Rykenowe in Paderborn (in der Nähe der ehemaligen Marktkirche am heutigen Marienplatz) von Juden bewohnt war.
Zu Beginn des Dreißigjährigen Krieges zwang Christian von Braunschweig-Wolfenbüttel 1622 die Juden des Hochstifts Paderborn zu einer Zwangsabgabe von 30.000 Talern. Im weiteren Verlauf des Krieges kam es zu Ausschreitungen gegen die Juden. 1627 beschwerten sie sich hierüber beim Landesherrn, dem Fürstbischof Ferdinand von Bayern, der die Übeltäter bestrafen ließ.
1648 wurde in einer Schrift ein „Judenvorgänger“ genannt, womit wohl der Gemeindevorsteher gemeint war.
1661 erhob Fürstbischof Ferdinand von Fürstenberg die jüdische Gemeinschaft zu einer rechtlichen Institution mit bevollmächtigten Vertretern der Judenschaft. Erster bevollmächtigter Judenvorsteher war Isaac Hertz.
Die Zahl der jüdischen Familien im gesamten Hochstift nahm in dieser Zeit zu: Waren es 1652 noch 77 Familien, so zählte man 1671 bereits 88 Familien und 1704 sogar 158 Familien. Die größte Gemeinde mit dem Oberrabbiner, dessen Wahl vom Fürstbischof bestätigt werden musste, befand sich in Warburg.
1764 wurde erstmals eine Synagoge in der Stadt Paderborn erwähnt, unter anderem mit der Bitte um Zuschuss für Instandhaltung an den Fürstbischof.
Der erste jüdische Friedhof in Paderborn lag wahrscheinlich in der Padergasse. 1728 kaufte die Gemeinde ein Grundstück auf dem Liboriberg als Friedhof an.

### Unter preußischer Verwaltung
Nach der Übernahme des Hochstiftes Paderborn durch Preußen 1803 und der Gründung des napoleonischen Königreiches Westphalens 1806 mussten 1808 alle Juden einen Familiennamen annehmen. 1812 erließ der preußische König Friedrich Wilhelm III. schließlich das „Edikt betreffend die bürgerlichen Verhältnisse der Juden“, durch das nach 1815 auch den Paderborner Juden die volle Gleichberechtigung als preußische Staatsbürger zuerkannt wurde.
Ab 1830 gab es eine jüdische Beerdigungsstätte auf der Schulbrede und 1836 einen Friedhof an der Borchener Straße. Hier wurde die letzte Bestattung im Jahre 1893 vorgenommen.
Im März 1856 gründete Fanny Nathan, die zuvor ein Instituts zur Ausbildung jüdischer Mädchen errichtet und geleitet hatte, in ihrem Privathaus am Domplatz Nr. 14 ein jüdisches Waisenhaus. Bald darauf unternahm sie ausgedehnte Reisen, um Mittel für eine größere Einrichtung anzuwerben. Im Mai 1861 wurde der Grundstein für ein „Jüdisches Waisenhaus für die Provinzen Westfalen und Rheinland“ in der Leostraße 3 gelegt, das im August 1863 bezogen wurde. Ohne staatliche Zuschüsse entwickelte sie das Waisenhaus auf Basis von Wohltätigkeit und Spendenbereitschaft sowie mit ideeller Unterstützung durch Politiker und Verwaltungsbeamte zu einer hoch anerkannten Einrichtung. Zur Feier des 20-jährigen Bestehens im Jahr 1876 stand sie der Einrichtung weiterhin vor. Nach ihrem Tod 1977 leitete ihre Nichte Johanna Marcks-Nathan das Haus.
1881 wurde eine neue große Synagoge im Zentrum von Paderborn in der Straße „Am Bogen“ erbaut und 1882 eingeweiht. Ihr war ein Schulhaus angegliedert. In dieser Zeit wurde auch ein neuer jüdischer Friedhof an der Warburger Straße eingerichtet, auf dem noch heute die Beisetzungen erfolgen.
Zu Beginn des 20. Jahrhunderts gab es in Paderborn 80 jüdische Familien mit ca. 350 Seelen. Es herrschte ein reges jüdisches Leben, welches Jahrzehnte vom Prediger Louis Weiler geleitet wurde. Unter seiner Leitung fand auch der Religionsunterricht in der Jüdischen Schule statt, die dem Synagogenbau angegliedert war. Im Jahre 1923 wurde Weiler pensioniert und als Nachfolger amtierte David Köln bis zu seiner Deportation. Er wurde mit seiner ganzen Familie von Nationalsozialisten ermordet.
Das Jüdische Waisenhaus für die Provinzen Westfalen und Rheinland war inzwischen mit 80 bis 100 Zöglingen belegt und wurde geleitet durch Paula Marx, später durch ihre Nichte Liesel Dreyer. Der Lehrer dieser Anstalt war Leo Rosenblatt.
Es war insgesamt eine reiche Gemeinde, die mit ihren christlichen Nachbarn in bestem Einvernehmen lebte und durch großzügige Spenden und Wohltätigkeit an die minderbemittelte Bevölkerung großes Ansehen genoss. Jüdische Familien betrieben mehrere große Kaufhäuser und Industrie-Unternehmen mit jahrhundertealter Tradition.

### Vernichtung nach 1933 und Neubeginn
In der Pogromnacht am 9. November 1938 blieb die Synagoge verschont, weil der Stadtbrandmeister Josef Böhle das Anzünden des Gebäudes verhinderte. Er begründete dies mit der Nähe zu dem benachbarten Krankenhaus. Diesem Umstand ist es zu verdanken, dass die jüdische Gemeinde in Paderborn heute noch im Besitz z. B. der Thora ist, da diese und andere religiösen Gegenstände aus der Synagoge in Sicherheit gebracht werden konnten. Erst am 10. November wurde die Synagoge von herangebrachten nationalsozialistischen Aktivisten aus dem Raum Bielefeld in Brand gesetzt. Die städtische Feuerwehr wurde am Löschen des Brandes behindert, setzte sich dann aber nach Einsturz der Kuppel durch und löschte den Brand.
Wer sich noch retten konnte, ging ins Ausland. Zu diesen gehörte der in die USA emigrierte und in Los Angeles lebende Rechtsanwalt Dr. Albert Rose, der seinerzeit 1. Vorsitzender der Synagogengemeinde Paderborn war. Die Daheimgebliebenen wurden deportiert.
Hermann Herzheim, der Großvater des im Jahr 1959 amtierenden 1. Vorsitzenden der Paderborner Jüdischen Kultusgemeinde, K. Th. Herzheim, wird als Repräsentant der damaligen Jüdischen Gemeinde erwähnt.
Im Jahre 1945 versuchte man wieder eine Gemeinde zu bilden. Sie wurde schließlich 1953 als Jüdische Kultusgemeinde Paderborn, Körperschaft des öffentlichen Rechts, mit den angeschlossenen Kreisen, gegründet.
Am 29. November 1959 konnte der Neubau einer Synagoge eingeweiht werden.

## Gemeindevorsteher
- 1661 Isaac Hertz[1]
- um 1882 Hermann Herzheim[3]
- ????–1923 Louis Weiler[1]
- 1923–1941 David Köln[1]
- um 1960 Karl Theodor Herzheim[8]
- 2008 Tanja Rubens[9]